# Рафаїл Хакім
Рафаїл Хакім  (Народився. 12 лютого 1947, Казань, Татарстан) - татарський філософ, політик та історик. Кандидат філософських наук, професор історичних наук, доцент. Віце-президент та академік Академії наук Республіки Татарстан, директор Інституту історії імені Ш. Марджані . Депутат Державної Ради Республіки Татарстан четвертого скликання.

## Біографія
Народився 12 лютого 1947 року у Казані.   Батько - поет С. Т. Хакім. 
У 1971 році закінчив фізичний факультет Казанського державного університету.  
У 1971—1973 роках — старший інженер проектного бюро Татаранстан управління. 
У 1973—1981 роках — асистент, заступник завідувача кафедри Казанського державного університету. 
У 1981—1989 роках — завідувач кафедри філософії, проректор з наукової роботи Казанського інституту культури. 
В 1985 захистив дисертацію на здобуття наукового ступеня кандидата філософських наук на тему «Методологічні проблеми дослідження сутності та соціальної ролі управлінських відносин» (спеціальність 09.00.01 - діалектичний та історичний матеріалізм ) .

1991 - березень 2008 року - державний радник при Президентові Республіки Татарстан з політичних питань.  
У 2009 році в Казанському державному університеті захистив дисертацію на здобуття наукового ступеня доктора історичних наук,  (спеціальність 23.00.01 – теорія політики, історія та методологія політичної науки (історичні науки)).
З 2011 року – академік та віце-президент Академії наук Республіки Татарстан, директор Інституту історії імені Ш. Марджані АН РТ, депутат Державної ради Республіки Татарстан четвертого скликання.
У червні 2020 року залишив посаду директора Інституту історії ім. Ш. Марджані перейшов на посаду наукового керівника інституту .
Директор наукових програм Казанського центру федералізму та публічної політики (КЦФПП). 
Активний громадський діяч, Керівник відділення охорони пам'яток історії та культури Республіка Татарстан. 
Член Експертної ради Комітету із захисту прав людини в Республіці Татарстан. 
Віце-президент Татарстанського ПЕН-клуб. 
Був шеф-редактором журналу "Панорама-Форум", перетвореного на журнал " Казанський федераліст ", де став головним редактором. 
Одружений, має дочку та сина.  Дочка Каміла загинула в автокатастрофі .

## Нагороди
- Медаль «На згадку про 1000-річчя Казані» (2005 рік) [10].
- Медаль ордену «За заслуги перед Республікою Татарстан» (2016 рік) – за багаторічну плідну наукову діяльність, особливий внесок у розвиток та популяризацію історії татарського народу [11].
- Медаль "100 років утворення Татарської Автономної Радянської Соціалістичної Республіки" (2021 рік) - за істотний внесок у зміцнення соціально-економічного потенціалу Республіки Татарстан та багаторічну плідну працю [12].
- Золота медаль Академії наук Республіки Татарстан «За досягнення у науці» (2016) [13].
- Державна премія Республіки Татарстан у галузі науки і техніки (2008 рік) - за цикл робіт з обґрунтування часу виникнення міста Казані, етапів становлення та розвитку його історико-культурної спадщини [14].

## Наукові праці

### Монографії
- Хакім Р.  Сутність та соціальна роль управлінських відносин. - Казань: Вид-во КДУ, 1986. - 192 с.
- Хакім Р.  Сутінки імперії (До питання про націю та державу). - Казань: Татарське книжкове видавництво, 1993. - 87 с.
- Хакім Р.  Проблеми асиметричності федеративних відносин (на прикладі взаємин Республіки Татарстан та Російської Федерації). - Федералізм - глобальні та російські виміри. Казань. 1993.
- Хакім Р. Татарстан. Політичне життя. - Татари та Татарстан. Довідник Казань. Татарське книжкове видавництво . 1993.
- Хакім Р. Рік втрачених можливостей. Центр гуманітарних проектів та досліджень. Казань, 1994.
- Хакім Р. Історія татар та Татарстану: методологічні та теоретичні проблеми. - Казань: Інститут історії АН РТ, 1999. - 44 с.
- Хакім Р. Де наша Мекка? (Маніфест євроісламу). Казань, 2003.
- Хакім Р. З. Глава I. Федералізм: огляд основних понять. // Федералізм у Росії у світі. Навчальний посібник. За ред. Р.  Хакім, Б. Л. Железнова. - Казань, 2004.
- Хакім Р. Перспективи федералізму у Росії. // «Федералізм: російське та міжнародне виміри (досвід порівняльного аналізу)». За ред. Р. Хакім. - Казань: Казанський інститут федералізму, 2004. - С.4-22.
- Хакім Р. Метаморфози духу (до питання про тюрко-татарську цивілізацію). - Казань: "Ідель-Прес", 2005. - 304 с.
- Хакім Р.  Перебудова та новітня історія Татарстану: погляд через 20 років // Політико-правові ресурси федералізму в Росії. / За ред. Рафаїл Хакім. - Казань: Казанський інститут федералізму, 2006. - С.107-115.
- Хакім Р. Тернистий шлях до свободи. - Казань: Татарське книжкове видавництво, 2007. - 368 с.
- Хакім Р. Російський федералізм в умовах соціально-політичної трансформації. - Казань: Інститут історії АН РТ, 2009. - 216 с.
- Хакім Р. Джадидизм (реформований іслам) . - Казань: Інститут історії АН РТ, 2010. - 208 с. ISBN 978-5-94981-153-5
- Хакім Р. Історична етнологія: парадигма та інструментарій. - Казань: Інститут історії АН РТ, 2012. - 440 с. ISBN 978-5-94981-159-7
- Хакім Р. Татарстан: ідеологія майбутнього. - Казань: Інститут історії АН РТ, 2014. - 424 с. ISBN 978-5-94981-178-8
- Хакім Р. Татарстан: ідеологія регіонального розвитку. Монографія. - Казань: КЦФПП; Вид-во «ЯЗ», 2014. - 220 с. ISBN 978-5-98688-042-6

### Статті
- Хакім Р. Управленческие отношения как разновидность общественных отношений // Вестник Московского университета. Серия 7. Философия. – № 2, 1984. – С. 21-29.
- Хакім Р, Курчаков Р. Проблемы экономической самостоятельности автономной республики // Вопросы экономики. – 1989. – №12. – С.16–23.
- Хакім Р. Федерализация через стабильность // Панорама-форум. – 1995. – №1. – С.34–39.
- Хакім Р. Духовные ценности татар и перспективы федерализации России. // Актуальные проблемы национальной политики и федерализма в России. М., 1995.
- Хакім Р. Белая книга Татарстана. Путь к суверенитету. 1990-1995 / Составитель и отв. ред. Р. Хакимов // Панорама-форум. – 1996, № 5 (8). – Специальный выпуск (1). – Казань, 1996. – 102 с.
- Хакім Р. Выступления на консультативном круглом столе «Международный опыт урегулирования этно-политических конфликтов» (Дворец мира, 14–15 января 1995 г., Гаага, Нидерланды) // Международный опыт урегулирования этно-политических конфликтов. Стенографический отчет и аналитические материалы под редакцией Рафаэля Хакимова. – Казань, 1996. – С.23–24; 33–34; 56–57; 60–61; 98–100; 151–155.
- Хакім Р. Выступления на консультативном круглом столе «От конфронтации к наведению мостов» (Дворец мира, 27–29 марта 1996 г., Гаага, Нидерланды) // От конфронтации к наведению мостов. Стенографический отчет под редакцией Рафаэля Хакимова. – Казань, 1996. – С.21–23; 50–52; 79; 83–84; 106–108.
- Хакім Р. Татарстан: у исторического перекрестка. Россия и Татарстан: у исторического перекрестка // Панорама-форум. – 1997. – № 9. – С.34–63.
- Хакім Р. Татарстан: у исторического перекрестка (продолжение) // Панорама-форум. – 1997. – №16. – С.39–54.
- Хакім Р. Асимметричность Российской Федерации: взгляд из Татарстана. // Асимметричность Федерации. М., Центр конституционных исследований, 1997.
- Хакім Р. Перспективы федерализации России: взгляд из Татарстана // Ислам в татарском мире: история и современность. – Казань, 1997. – С.325–337.
- Хакім Р. Стержневая проблема – история государственности // Научный Татарстан. – 1997. – №3/4. – С.23–29.
- Хакім Р. взгляд из Казани. // Журнал «Родина». – 1998. – №4. – С.12–14.
- Хакім Р. Об основах асимметричности // Асимметричная федерация: взгляд из центра, республик и областей. – М.: Институт социологии РАН, 1998. – С.37–48.
- Хакім Р. Татарстан как полиэтническое сообщество // Этнопанорама. – Оренбург, 1999. – №1. – С.45–57.
- Хакім Р. Будущее Татарстана — вызов времени // Панорама-форум. Спец. выпуск «Экономика Татарстана после 17 августа». – 1999. – №21. – С.75–89.
- Хакім Р. История татар и Татарстана: методологические и теоретические проблемы. // Панорама-форум, №19 – Специальный выпуск. 1999.
- Хакім Р. Тенденции конституционного процесса в Российской Федерации // Правосудие в Татарстане. – 1999. – № 1. – С.35–37.
- Хакім Р. Об основах асимметричности Российской Федерации // Федерализм в России. – Казань, 2001. – С.266–272.
- Хакім Р. Заключительное слово // Федерализм: российское и швейцарское измерения. Под редакцией Томаса Фляйнера и Рафаэля Хакимова. – Москва, 2001. – С.181–182.
- Хакім Р. Перспективы федерализма в России: решение старых и возникающих новых проблем. // Материалы научно-практической конференции «Настоящее и будущее федерализма в России». Серия «Федерализм», вып. 2. – М.: ФГНУ «Российский научный центр государственного и муниципального управления», 2002. С. 27-36.
- Хакім Р. Путь иджтихада. // Отечественные записки. № 5 (14). 2003.
- Хакім Р. Критическое мышление и обновление ислама // Россия в глобальной политике. – Т.1. – № 4. – Октябрь-декабрь 2003. – С.108–117.
- Хакім Р. Конституция Российской Федерации и опыт договорных отношений // Конституционное право: Восточноевропейское обозрение. – М., 2003. – № 4 (45). – С.126–131.
- Хакім Р. Татары не нуждаются в резервациях. // Журнал "Татарстан", № 11, ноябрь 2003.
- Хакім Р. Двести лет исламской реформации // Вестник Института Кеннана в России. – Вып. 6. – Москва, 2004. – С.39–47.
- Хакім Р. Перспективы федерализма в России // Федерализм: российское и международное измерения. – Казань, 2004. – С.679–687.
- Хакім Р. Конституционный Суд сам признал, что это политическое решение // Этнографическое обозрение. 2005. № 6. С. 27.
- Хакім Р. Критическое мышление и обновление ислама. Ислам, идентичность и политика в постсоветском пространстве. // Казанский Федералист. № 1 (13). зима. 2005. Специальный выпуск.
- Хакім Р. Новые подходы к древней истории. // Журнал "Международная жизнь", № 10, 2005, с.50-59.
- Хакім Р. Потенциал тысячелетия огромен. // Журнал "Татарстан", № 10, 2005.
- Хакім Р. Два истока российской государственности // Журнал «Родина». 2005. № 8. С. 45-47.
- Хакім Р. Перестройка и новейшая история Татарстана: взгляд через 20 лет // Политико-правовые ресурсы федерализма в России. – Казань, 2006. – С.107–115.
- Хакім Р. Процессы трансформации российского федерализма на современном этапе // Вестник Саратовского государственного социально-экономического университета. – Саратов, 2009. – №3. – С.15–20.
- Хакім Р. Многообразие форм федеративных государств // Известия Алтайского государственного университета. – Барнаул, 2009. – №4. – Т.3. – С.38–46.
- Хакім Р. К вопросу о модели российского федерализма // Евразийский международный научно-аналитический журнал «Проблемы современной экономики». – СПб., 2009. – №2. – С.34–37.
- Хакім Р. «Народный федерализм»: к постановке вопроса // Известия Самарского научного центра РАН. – Самара, 2009. – Т.11. №6. – С.217–225.
- Хакім Р. Евразия как конфедерация стран и народов Востока // Учёные записки Казанского государственного университета. Серия «Гуманитарные науки». – Казань, 2009. – Т. 151, кн. 2, ч. 1. – С.248–254.
- Хакім Р. Золотая Орда как вершина тюрко-татарской цивилизации // Золотоордынская цивилизация. 2008. № 1. С. 14-21.
- Хакім Р. Золотая Орда – ключ к пониманию истории средневековой Евразии //  Золотоордынское наследие Материалы Международной научной конференции "Политическая и социально-экономическая история Золотой Орды (XIII-XV вв.)": Сборник статей. Сер. "Золотоордынское наследие" Институт истории им. Ш.Марджани Академии наук Республики Татарстан. 2009. С. 7-8.
- Хакім Р. Евразия как конфедерация стран и народов // Россия и мусульманский мир. 2009. № 11. С. 11-18.
- Хакім Р. Евразия как конфедерация стран и народов Востока // Учёные записки Казанского университета. Серия Гуманитарные науки. № 2-1. Т. 151. 2009. — С. 248—254. (копия)
- Хакім Р. Модель Татарстана // Государственность Республики Татарстан: история и современность. Сборник статей. / Академия наук РТ; Институт истории им. Ш. Марджани АН РТ; редколлегия Р.С. Хакім Р. Хайрутдинов, Р.Р. Салихов, А.С. Бушуев, И.Р. Миннуллин. Казань, 2010. С. 12-16.
- Салихов Р. Р., Хакимов Р. С. Традиции государственности татарского народа в свете задач современной исторической науки // Научный Татарстан. 2010. № 3. С. 71-74.
- Хакім Р. Модель Татарстана // Научный Татарстан. 2010. № 3. С. 75-79.
- Хакім Р. Новые методологические подходы к гуманитарным наукам и формирование идентичности татар в современных условиях // Научный Татарстан. 2011. № 4. С. 19-22.
- Хакім Р. Евразия: история будущего (отрывки) // Научный Татарстан. 2011. № 1. С. 15—31.
- Хакім Р. Евразия: история будущего (отрывки) // Научный Татарстан. 2011. № 2. С. 7—18.
- Хакім Р. Евразия: история будущего (отрывки) // Научный Татарстан. 2011. № 3. С. 113—131.
- Хакім Р. Евразия: история будущего (отрывки) // Научный Татарстан. 2011. № 4. С. 48-59.
- Хакім Р. Джадидизм: реформированный ислам. Где наша Мекка? // Гасырлар авазы. 2011. № 3-4 (64-64). С. 190-203.
- Хакім Р. 20 лет Конституции Татарстана и опыт договорных отношений // Становление новой федеративной России: опыт конституционного законотворчества Республики Татарстан: материалы Международной научно-практической конференции, посвященной 20-летию со дня принятия Конституции Республики Татарстан, Казань, 2–3 ноября 2012 г. – Казань: Изд-во «Фэн» АН РТ, 2013. — С. 194-198. – 327 с. ISBN 978-5-9690-0203-6
- Хакім Р. Исторический аспект структурированности пространства России // Учёные записки Казанского университета. Серия: Гуманитарные науки. 2013. Т. 155. № 3-1. С. 223-231 (копия)
- Хакім Р. Нулевая точка исторического времени // Золотоордынское обозрение. 2013. № 2. С. 4—18.
- Хакім Р. Долгое средневековье Золотой Орды // Золотоордынское обозрение. 2013. № 1. С. 5—21.
- Хакім Р. Пространство как административная территория // Tatarica. 2013. № 1. С. 147—157. (копия)
- Хакім Р., Забирова Ф. М. Опыт взаимодействия общественных организаций и государственно-частное партнерство в деле сохранения историкокультурного наследия Казани // Мир искусств: Вестник Международного института антиквариата. 2013. № 2 (02). С. 48—51.
- Хакім Р.. Историческая динамика народного духа татар // Позитивный опыт регулирования этносоциальных и этнокультурных процессов в регионах Российской Федерации. Материалы Всероссийской научно-практической конференции, Казань, 25-27 сентября 2014 г. / Отв. редактор Г. Ф. Габдрахманова. — Казань: Институт истории имени Ш. Марджани АН РТ, 2014. — С. 125-132. — 508 с. ISBN 978-5-94981-183-2
- Хакім Р. Исторические инварианты во времени и пространстве // Золотоордынское обозрение. 2014. № 1 (3). С. 4-21.
- Хакім Р. Интерпретация истории как идеологический феномен // Золотоордынское обозрение. 2014. № 4 (6). С. 6-24.
- Хакім Р. Татары: судьба этнонима // Крымское историческое обозрение. 2014. № 1. С. 135-160.
- Хакім Р. По следам «tatara» (информация о поездке в префектуру Симанэ, Япония) // Золотоордынская цивилизация. 2015. № 8. С. 9-12.
- Хакім Р. К вопросу о номадической культуре в Золотой Орде // Золотоордынское обозрение. 2015. № 1. С. 6-32.

- Khakim R Path Forward for Російська Федерація // Network on Ethnological Monitoring and Early Waming of Conflict. Bulletin (Vol.2, No.2) June 1995. Cambridge.
- Khakim R Prospects of Federalism in Russia: A View from Tatarstan // Security Dialogue. - Oslo, 1996. – Vol. 27 (1). - Pp. 69–80.
- Khakim R Russia and Tatarstan. На Crossroad of History // Anthropology & Archeology of Eurasia. Vol. 37, no. 1 (Summer 1998). NJ - Pp. 30-71.
- Khakim R Tatarstan's Model For Developing Російський Federalism // Centre and Periphery in Russian Politics. The Development of Russian Federalism. Nr. 235. September, 1998. Norwegian Institute of International Affairs. - Pp. 43–52.
- Khakim R Talks with Father. // Tatar literature today. Казан, Magarif Publishers. 1998. С. 114-118.
- Khakim R Concluding Remarks // Federalism: Russia and Swiss perspectives. Materials of the Conference. Відомий Thomas Fleiner і Rafael Khakimov. - Moscow, 2001. - Pp. 155-156.
- Khakim R Політикально-правові ресурси федеральності в Росії // Kazan federalist . - Kazan, 2003. - № 4 (8), навесні. - Pp. 5–12.
- Khakim R Islam's Modernization: How Plausible Is It? // Russia in Global Affairs . Vol.1. - No.4. - October-December 2003. - pp. 126-139.
- Khakim R Euro Islam in the Volga Region // Journal of South Asian and Middle Eastern Studies . Vol. XXVII. – No. 2. Winter 2004. - Рр.1-13.
- Khakim R The Tatars. An afterword // Anthropology & Archeology of Eurasia . 2004. Т. 43. № 3. С. 45-61.
- Khakim R The Tatars. An afterword // Tatars. - Kazan, 2007. - Pp. 142-156.
- Khakim R Constitutional Court Itself Admits That This Is a Political Decision // Anthropology & Archeology of Eurasia . 2007. Т. 46. № 1. С. 49-53.
- Khakim R An Untapped Political Capital // Russia in Global Affairs . 2008. Т. 6. №3. С. 56-63.
- Khakim R Zero point of historical time // Золотоординське огляд . 2014. №3 (5). С. 6-21.

## Публіцистика
- Хакім Р.  «Євроіслам» у міжцивілізаційних відносинах // Незалежна газета . 1998. С. 26.
- Хакім Р. Хто ти, татарине? // «Східний експрес» N 17-18, 26 квітня – 2 травня 2002.
- Боротьба нового та старого в Ісламі (Протистояння релігійних реформ та традицій) // Мінарет. 2004. № З. С. 54. (Дискусія з В.В. М. Якуповим )